# 加藤虎景
加藤 虎景（かとう とらかげ、生没年不詳）は、戦国時代の武将。甲斐国都留郡上野原の国衆・上野原加藤氏の一族。都留郡上野原城主。甲斐武田氏の家臣。駿河守。子に景忠（嫡男）、弥五郎昌久（六男、初鹿野忠次養子）など。諱は『甲斐国志』所引の「里長ノ家記」によれば「虎景」とするほか、信邦とする説もある。

## 略歴
『甲陽軍鑑』によれば、武田信虎・晴信（信玄）の二代にわたり仕えた。はじめ信虎に仕え、偏諱を受けて「虎景」（とらかげ）と名乗ったという。『甲陽軍鑑』によれば、武者奉行として若殿・晴信に兵法を指南していたという。
信虎追放後は晴信の一字を受け「信邦」（のぶくに）に改名し、後から仕官してきた山本勘助（晴幸）とともに軍師的な存在として発揮したという。天文19年（1550年）の戸石城攻防戦では勘助と共に劣勢挽回に尽力。諸角虎定らを促し、逆襲を成功させている。晴信が出家し信玄となった際、諱を「昌頼」に改めた。
永禄4年（1561年）には越後国の上杉謙信の関東侵攻に際して、武田氏と甲相同盟を結ぶ相模国後北条氏が武田氏に援軍を要請している。「加藤家文書」によれば、同年3月3日には北条氏照が当麻（神奈川県相模原市南区）において上杉勢に対抗するため、援軍として虎景が千喜良口（神奈川県相模原市緑区）まで出兵することを要請されている。虎景はこの時点で「駿河守」を名乗っている。その後の動向は不明。『甲斐国志』によれば、法名は実山性心禅定門。
第四回川中島の戦いの際、討死した勘助の首を持ち帰ったとされている。